# Цезальпиния дубильная
Caesalpinia coriaria  (лат.) — вид древесных растений из рода Цезальпиния подсемейства Цезальпиниевые семейства Бобовые. Произрастает в основном на острове Аруба, хотя изначально распространено от Мексики до Калифорнии, а позже было перенесено в Индию и Новую Гвинею.

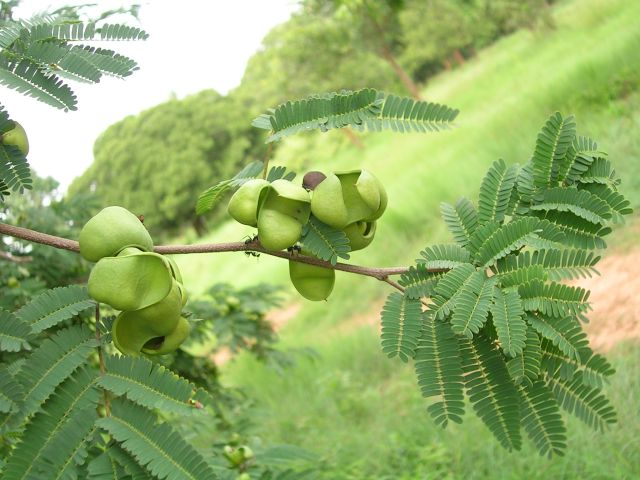
Ветвь с листьями и плодами

## Ботаническое описание
Caesalpinia coriaria — небольшое дерево или высокий кустарник, который растёт, изогнувшись в сторону из-за постоянного ветра.
Листья длиной до 15 см.
Цветки собраны в метёлки длиной до 5 см. Пять лепестков жёлтого цвета. Тычинки в нижней части опушены. Цветение с сентября по октябрь.
Плод — боб буро-красного цвета длиной до 7,5 см и шириной до 1,2 см.

## Хозяйственное значение и применение
В наружной оболочке плодов содержатся танины, растительные дубильные вещества. До 1950-х годов дубильная кислота из плодов вывозилась в Голландию на кожевенные предприятия.
Дерево является символом Арубы; победителям кинофестиваля Арубы вручается небольшое изображение этого растения из благородного металла.

## Название и таксономия
На протяжении более двухсот лет с момента первоначального описания растению давались различные названия: диви-диви, либи-диви, цезальпиния, каскалот, гуаракабуя, гуатапана, накасколь, тан йонг и другие. Даже видовое название и принадлежность были предметом научных споров. Последние исследования в области молекулярной филогенетики все же относят растение к вновь восстановленному виду Libidibia coriaria (лат.).